# Cúp FA Hàn Quốc 1996
Cúp FA Hàn Quốc 1996 là mùa giải đầu tiên của Cúp FA Hàn Quốc.

## Kết quả

### Vòng 16 đội
| Suwon Samsung Bluewings                      | 4 – 3 (h.p) | Đại học Yonsei                                                 |
| -------------------------------------------- | ----------- | -------------------------------------------------------------- |
| Denis 8' (ph.đ.), 33', 91' · Ko Jong-Soo 13' |             | Shin Jin-Won 29' · Sung Han-Soo 43' · Seo Dong-Won 84' (ph.đ.) |

| Cheonan Ilhwa Chunma                                  | 3 – 2 | E-Land                           |
| ----------------------------------------------------- | ----- | -------------------------------- |
| Lee Ki-Bum 18' · Lee Tae-Hong 38' · Lee Sang-Yoon 61' |       | Je Yong-Sam 24' · Woo Je-Won 87' |

| Bucheon Yukong                                                            | 5 – 3 | Đại học Chungang                                         |
| ------------------------------------------------------------------------- | ----- | -------------------------------------------------------- |
| Baek Seung-Ho 6' · Sergey 12' · Cho Jung-Hyun 40', 55' · Yoo Sang-Soo 86' |       | Kim Jung-Soo 32' · Choi Jung-Min 62' · Cjo Sung-Chan 82' |

| Chonbuk Hyundai Dinos | 1 – 1 (h.p) | Sangmu            |
| --------------------- | ----------- | ----------------- |
| Kim Bong-Hyun 62'     |             | Choi Moon-Sik 47' |
| Loạt sút luân lưu     |             |                   |
|                       | 4 – 1       |                   |

| Pohang Atoms   | 1 – 0 | Kookmin Bank |
| -------------- | ----- | ------------ |
| Cho Jin-Ho 79' |       |              |

| Ulsan Hyundai Horangi                 | 2 – 1 | Anyang LG Cheetahs |
| ------------------------------------- | ----- | ------------------ |
| Hwang Seung-Ju 7' · Jung Jung-Soo 10' |       | No Ju-Seop 65'     |

| Chunnam Dragons | 1 – 0 | Đại học Yeungnam |
| --------------- | ----- | ---------------- |
| Salam Sow 84'   |       |                  |

| Pusan Daewoo Royals | 1 – 0 | Đại học Hongik |
| ------------------- | ----- | -------------- |
| Kim Hyun-Soo 70'    |       |                |

### Tứ kết
| Suwon Samsung Bluewings                                    | 5 – 2 | Cheonan Ilhwa Chunma                    |
| ---------------------------------------------------------- | ----- | --------------------------------------- |
| Cho Hyun 4', 76' · Cho Hyun-Doo 22', 65' · Ko Jong-Soo 73' |       | Lee Sang-Yoon 12' · Hwang Yeon-Seok 27' |

| Bucheon Yukong                            | 3 – 3 (h.p) | Chonbuk Hyundai Dinos        |
| ----------------------------------------- | ----------- | ---------------------------- |
| Yoon Jung-Hwan 1', 73' · Yoo Sang-Soo 35' |             | Žarko 11', 37' · Vitaliy 38' |
| Loạt sút luân lưu                         |             |                              |
|                                           | 3 – 2       |                              |

| Pohang Atoms   | 1 – 0 | Chunnam Dragons |
| -------------- | ----- | --------------- |
| Cho Jin-Ho 70' |       |                 |

| Ulsan Hyundai Horangi | 1 – 0 | Pusan Daewoo Royals |
| --------------------- | ----- | ------------------- |
| Kim Jong-Sik 77'      |       |                     |

### Bán kết
| Suwon Samsung Bluewings                         | 3 – 1 | Bucheon Yukong |
| ----------------------------------------------- | ----- | -------------- |
| Ko Jong-Soo 25' · Denis 38' · Lee Jin-Haeng 85' |       | Sergey 35'     |

| Pohang Atoms   | 1 – 0 | Ulsan Hyundai Horangi |
| -------------- | ----- | --------------------- |
| Cho Jin-Ho 80' |       |                       |

### Chung kết
| Pohang Atoms      | 0 – 0 (h.p) | Suwon Samsung Bluewings |
| ----------------- | ----------- | ----------------------- |
|                   |             |                         |
| Loạt sút luân lưu |             |                         |
|                   | 7 – 6       |                         |

| Cúp FA Hàn Quốc Đội vô địch 1996 |
| -------------------------------- |
| Pohang Atoms Danh hiệu đầu tiên  |

## Giải thưởng
- Cầu thủ xuất sắc nhất giải đấu: Cho Jin-Ho (Pohang Atoms)
- Vua phá lưới: Denis Laktionov (4 bàn) (Suwon Samsung Bluewings)